# Corso Trieste (Roma)
Corso Trieste è una strada di Roma che collega via Nomentana a piazza Annibaliano. La strada, che dal 1946 dà il nome al diciassettesimo quartiere di Roma, è particolarmente nota per i pini installati nello spartitraffico.

## Storia
La creazione della strada fu prevista nel piano regolatore generale comunale del 1909 e fu realizzata tra il 1924 e il 1930 tra via Nomentana e piazza Istria. Nel 1930 furono piantati i pinus pinea posti al centro dello spartitraffico.
Nel 1980 la strada fu teatro dell'omicidio di Francesco Evangelista.